# Новофроловское
Новофроловское — деревня в Кольчугинском районе Владимирской области России, входит в состав Раздольевского сельского поселения.

## География
Деревня расположена в 16 км на юго-запад от райцентра города Кольчугино.

## История
По сведениям местной церковной летописи, в 1725 году построен в Новофлоровском деревянный храм с такою же колокольнею. Этот храм существовал до 1863 года. В 1860 году вместо деревянной церкви начат постройкою каменный храм; постройка была окончена и храм освящен в 1863 году. Престол в храме один – во имя святых мучеников Флора и Лавра.
В конце XIX — начале XX века село входило в состав Коробовщинской волости Покровского уезда. 
С 1929 года деревня входила в состав Коробовщинского сельсовета Кольчугинского района, позднее входила в состав Белореченского и Раздольевского сельсоветов. 

## Население
| 1859 | 1905 |
| ---- | ---- |
| 207  | 231  |

| 1859 | 1905 | 1926 | 2002 | 2010 | 2021 |
| ---- | ---- | ---- | ---- | ---- | ---- |
| 207  | ↗231 | ↗269 | ↘11  | ↘8   | ↗24  |

## Достопримечательности
В деревне находится полуразрушенная Церковь Флора и Лавра (1860-1863).